# Джебель-Шаммар
Эмират Джебель-Шаммар — государство, существовавшее с 1836 по 1921 годы, эмират на Аравийском полуострове. Столица — город Хаиль.

## История
После 1818 года египтянами был разгромлен Дирийский эмират Саудитов. В эмирате Хаиле, который находился в вассальной зависимости от Саудитов, началась борьба за власть между кланами Аль Али и Аль Рашид.
В 1835 году братья Абдаллах и Убайд из клана Аль Рашид захватили власть в Хаиле, убив правителя Салиха ибн Абд Мухсина. При этом братья признали себя вассалами саудитского эмира Фейсала I, который помог им в борьбе за власть.
Правление амира Мухаммада I (1872—1897) стало периодом расцвета Джебель-Шаммара и временем наибольшего могущества клана Ааль Рашид. В январе 1891 года Мухаммад I завоевал Эр-Рияд, где против него восстал Абд ар-Рахман ибн Фейсал Аль Сауд. После этого Мухаммад аль-Рашид укрепился в качестве бесспорного повелителя Центральной Аравии.
После смерти в 1897 году Мухаммада I начался закат государства Рашидидов. В 1902 году саудитский принц Абд ал-Азиз занял Эр-Рияд и восстановил саудийское государство. Между Саудидами и Рашидидами началась длительная борьба за господство в Аравии. В апреле 1906 года эмир Абд ал-Азиз ар-Рашид потерпел полное поражение в Касиме и погиб в сражении. Новым эмиром стал его старший сын Митаб II ибн Абд ал-Азиз, который заключил мир с Саудидами, признав все их захваты южнее Касима.
В Первой мировой войне государство выступало на стороне центральных держав.
В 1921 году эмират был присоединён к государству Саудитов.

## Список эмиров Джебель-Шаммара
- Абдаллах ибн Али Аль Рашид (1836—1837, 1837—1847)
- Иса ибн Убайдалла Аль Али (1837—1837)
- Талал ибн Абдаллах Аль Рашид (1847—1868)
- Митаб ибн Абдаллах Аль Рашид (1868—1869)
- Бандар ибн Талал Аль Рашид (1869—1872)
- Мухаммад ибн Абдуллах Аль Рашид (1872—1897)
- Абд ал-Азиз ибн Митаб Аль Рашид (1897—1906)
- Митаб ибн Абд аль-Азиз Аль Рашид (1906)
- Султан ибн Хамуд ибн Убайд Аль Рашид (1906—1908)
- Сауд ибн Хамуд ибн Убайд Аль Рашид (1908)
- Сауд ибн Абд аль-Азиз Аль Рашид (1908—1920)
- Абдаллах ибн Митаб ибн Абд ал-Азиз Аль Рашид (1920—1921)
- Мухаммад ибн Талал ибн Митаб Аль Рашид (1921)